# 세타나선

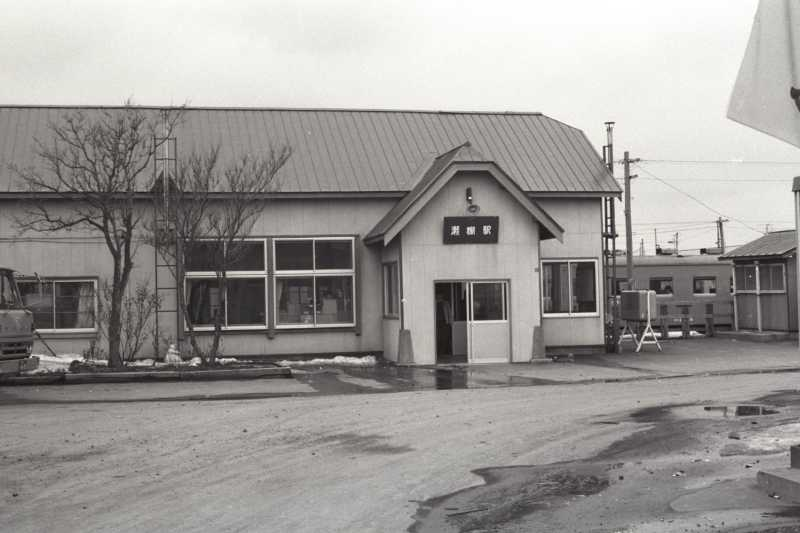

세타나선(일본어: 瀬棚線)은 일본국유철도가 운영했던 철도 노선이었다. 하코다테 본선 상의 군누이역에서 분기, 오시마반도를 횡단하여 세타나역에 이르렀던 노선이었다. 국철재건법의 시행에 따라 특정지방교통선(2차)으로 지정되어, 1987년 3월 16일에 폐지되었다.

## 역사
이 노선 개통 이전에는 매일 군누이역과 세타나정 사이를 잇는 승합 마차가 운행하였다.
1929년 12월 13일부터 1932년 11월 1일 사이에 걸쳐 전 구간이 개통되었다.
1980년 12월 27일에 국철재건법이 제정되면서 제2차 특정지방교통선으로 지정되었고, 국철분할민영화 직전인 1987년 3월 16일 전 구간이 폐지되었다.

### 연혁
- 1929년 12월 13일: 군누이역 - 하나이시역 개통
- 1930년 10월 30일: 하나이시역 - 이마가네역 구간 개통
- 1932년 11월 1일: 이마가네역 - 세타나역 구간이 개통하여 전 구간이 개통되었다.
- 1956년 12월 25일: 기타스미요시역 신설
- 1961년 4월 1일: 가미오카역 신설
- 1966년 10월 1일: 히가시세타나역을 기타히야마역으로 개칭
- 1987년 3월 16일: 폐지

## 역 목록
- 모든 역이 홋카이도에 위치한다. 이 목록의 소재지와 접속 노선의 사업자명은 폐지 당시의 것이다.

| 역명         | 일어 역명 | 역간 거리 | 영업 거리 | 접속 노선                  | 소재지     | 소재지       |
| ------------ | --------- | --------- | --------- | -------------------------- | ---------- | ------------ |
| 군누이       | 国縫      | -         | 0.0       | 일본국유철도 하코다테 본선 | 야마코시군 | 오샤만베정   |
| 자야가와     | 茶屋川    | 5.6       | 5.6       |                            | 야마코시군 | 오샤만베정   |
| 피리카       | 美利河    | 6.6       | 12.2      |                            | 세타나군   | 이마카네정   |
| 하나이시     | 花石      | 4.4       | 16.6      |                            | 세타나군   | 이마카네정   |
| 기타스미요시 | 北住吉    | 6.1       | 22.7      |                            | 세타나군   | 이마카네정   |
| 다네카와     | 種川      | 3.1       | 25.8      |                            | 세타나군   | 이마카네정   |
| 이마가네     | 今金      | 4.8       | 30.6      |                            | 세타나군   | 이마카네정   |
| 가미오카     | 神丘      | 3.3       | 33.9      |                            | 세타나군   | 이마카네정   |
| 니와         | 丹羽      | 3.5       | 37.4      |                            | 세타나군   | 기타히야마정 |
| 기타히야마   | 北檜山    | 5.6       | 43.0      |                            | 세타나군   | 기타히야마정 |
| 세타나       | 瀬棚      | 5.4       | 48.4      |                            | 세타나군   | 세타나정     |

## 폐지 후
- 노선 폐지 후 하코다테 버스(일본어판)의 버스 노선으로 전환되었다.
- 하나이시역 - 기타스미요시역 구간의 노반에는 국도 제230호선(일본어판)의 바이패스가 건설되었다.